# Чхве Ён Рэ
Чхве Ён Рэ (кор. 최영래; 13 мая 1983, Танян, Республика Корея) — южнокорейский спортсмен, стрелок из пистолета, серебряный призёр по стрельбе из пистолета с 50 метров.